# التصنيفات الدولية لليتوانيا
تتضمن المقالة التالية التصنيفات الدولية لليتوانيا

## التصنيفات الدولية
| المؤشر                                                                                       | السنة     | الترتيب | من أصل # | المرجع                                        |
| -------------------------------------------------------------------------------------------- | --------- | ------- | -------- | --------------------------------------------- |
| كتاب حقائق العالم – ناتج محلي إجمالي لكل فرد (تعادل القدرة الشرائية)                         | 2009      | 74      | 228      |                                               |
| كتاب حقائق العالم – متوسط العمر المتوقع                                                      | 2009      | 87      | 224      |                                               |
| مجلة الحياة الدولية – معيار جودة المعيشة                                                     | 2010      | 22      | 194      | معيار جودة المعيشة                            |
| NationMaster – مؤشر الحريات المدنية والسياسية                                                | –         | 16      | 132      |                                               |
| مؤسسة الاقتصاد الجديد – مؤشر السعادة العالمي                                                 | 2009      | 86      | 143      |                                               |
| مراسلون بلا حدود – مؤشر حرية الصحافة                                                         | 2009      | 10      | 175      |                                               |
| أنقذوا الأطفال – تصنيف مؤشر الأمهات                                                          | 2007      | 20      | 141      | نسخة محفوظة 2010-07-05 على موقع واي باك مشين. |
| أنقذوا الأطفال – تصنيف مؤشر المرأة                                                           | 2007      | 14      | 141      | نسخة محفوظة 2010-07-05 على موقع واي باك مشين. |
| أنقذوا الأطفال – تصنيف مؤشر الأطفال                                                          | 2007      | 29      | 141      | نسخة محفوظة 2010-07-05 على موقع واي باك مشين. |
| وحدة استخبارات الإكونوميست – جاهزية إلكترونية                                                | 2008      | 38      | 70       |                                               |
| وحدة استخبارات الإكونوميست – مؤشر السلام العالمي                                             | 2009      | 43      | 144      |                                               |
| وحدة استخبارات الإكونوميست – مؤشر الديمقراطية                                                | 2008      | 42      | 167      |                                               |
| وحدة استخبارات الإكونوميست – معيار جودة المعيشة                                              | 2005      | 63      | 111      |                                               |
| صندوق السلام – مؤشر الدول الهشة                                                              | 2009      | 145     | 177      |                                               |
| الشفافية الدولية – مؤشر مدركات الفساد                                                        | 2009      | 52      | 180      |                                               |
| الأمم المتحدة – مؤشر التنمية البشرية                                                         | 2009      | 46      | 192      |                                               |
| مكتب الولايات المتحدة لبراءات الاختراع والعلامات التجارية - قائمة براءات الاختراع حسب الدولة | 2008      | 70      | 172      |                                               |
| جامعة ييل / جامعة كولومبيا – مؤشر الأداء البيئي                                              | 2010      | 37      | 163      |                                               |
| وول ستريت جورنال / مؤسسة التراث – مؤشر الحرية الاقتصادية                                     | 2010      | 29      | 179      | قالب:Unfit                                    |
| البنك الدولي – مؤشر سهولة ممارسة الأعمال                                                     | 2008–2009 | 26      | 183      |                                               |
| البنك الدولي – مؤشر أداء الخدمات اللوجستية الدولي (LPI)                                      | 2010      | 45      | 155      |                                               |
| المنتدى الاقتصادي العالمي – مؤشر جاهزية الشبكة                                               | 2008–2009 | 35      | 134      |                                               |
| المنتدى الاقتصادي العالمي – مؤشر تنافسية النقل والسياحة                                      | 2010      | 47      | 139      |                                               |
| المنتدى الاقتصادي العالمي – مؤشر تمكين التجارة                                               | 2009      | 49      | 121      |                                               |
| المنتدى الاقتصادي العالمي – تقرير التنافسية العالمي                                          | 2009–2010 | 53      | 133      |                                               |
| المنتدى الاقتصادي العالمي – تقرير الفجوة العالمية بين الجنسين                                | 2009      | 30      | 134      |                                               |
| المنظمة العالمية للملكية الفكرية – مؤشر الابتكار العالمي                                     | 2024      | 35      | 133      |                                               |

فيما يلي روابط للتصنيفات الدولية لليتوانيا من معاهد ومؤسسات بحثية مختارة بما في ذلك الناتج الاقتصادي والمؤشرات المركبة المختلفة.
| المؤشر                                                              | الترتيب                          | الدول المشمولة |
| ------------------------------------------------------------------- | -------------------------------- | -------------- |
| مؤشر أداء التغير المناخي 2019                                       | 6 (first 3 places not nominated) | 60             |
| مؤشر التطور الاجتماعي 2020                                          | 32                               | 163            |
| تصنيف المواهب IMD 2020                                              | 27                               | 63             |
| مؤشر الحرية الاقتصادية 2021                                         | 15                               | 178            |
| مؤشر سهولة ممارسة الأعمال 2020                                      | 11                               | 190            |
| مؤشر إتقان اللغة الإنجليزية EF 2019                                 | 21                               | 100            |
| مؤشر أداء الخدمات اللوجستية 2018                                    | 54                               | 160            |
| قائمة الدول حسب مؤشر التنمية البشرية المعدل وفقا لعدم المساواة 2019 | 31                               | 150            |
| مؤشر جاهزية الشبكة 2019                                             | 31st                             | 121            |
| مؤشر مدركات الفساد 2020                                             | 35                               | 180            |
| مؤشر العولمة 2015                                                   | 35                               | 207            |
| مراسلون بلا حدود مؤشر حرية الصحافة 2020                             | 28                               | 180            |
| مؤشر التنمية البشرية 2019                                           | 34                               | 189            |
| مؤشر السلام العالمي 2018                                            | 36                               | 163            |
| مؤشر التحول BTI 2018                                                | 4                                | 129            |
| مؤشر ليجاتوم للازدهار 2020                                          | 34                               | 167            |
| المفوضية الأوروبية (في سياق الاتحاد الأوروبي) 2017                  | 15th                             | 28             |
| الأمم المتحدة تقرير السعادة العالمي 2017–2019                       | 41                               | 153            |
| مؤشر المستهلك الصحي الأوروبي 2018                                   | 28                               | 35             |
| مؤشر الأمن السيبراني للاتحاد الدولي للاتصالات لعام 2018             | 4                                | 175            |
| OECD Better Life Index 2020                                         | 28                               | 40             |
| مؤشر تصورات نزاهة الانتخابات 2019                                   | 11th                             | 167            |